# Geri Halliwell
Geraldine Estelle „Geri“ Horner rozená Halliwell (* 6. srpna 1972 Watford, Spojené království) je anglická zpěvačka, textařka, módní návrhářka, herečka a bývalá členka dívčí skupiny Spice Girls.

## Životopis
Geraldine Estell Halliwell se narodila 6. srpna 1972 v Anglii ve Watfordu v hrabství Hertfordshire. Je dcerou Laurence Francise Halliwella (1922–1993), který byl anglického a švédského původu, a jeho španělské ženy Anny Marie (rozené Hidalgo), rodačky z Huesky. Navštěvovala Watfordské dívčí gymnázium a Camdenskou dívčí školu.
Před zahájením své hudební kariéry pracovala jako tanečnice v nočním klubu na Mallorce, jako moderátorka a jako modelka.

## Hudební kariéra
V letech 1995 až 1998 byla členkou dívčí skupiny Spice Girls, kde zpívala pod přezdívkou Ginger Spice.
Dne 31. května 1998 dala skupině sbohem a začala se věnovat sólové kariéře. V roce 1999 nazpívala svoje první album s názvem Schizophonic. Jejím velkým hitem na tomto CD se stala píseň „Look At Me“. Videoklip k této písni natáčela v Praze a mělo to být rozloučení s jejím životem jako Ginger Spice a začátek nové kariéry jako Geri Halliwell. Druhé album, které Geri vydala v roce 2001 neslo název Scream If You Wanna Go Faster a obsahovalo píseň „It's Raining Men“, která se stala také singlem soundtracku k filmu Deník Bridget Jonesové.
Poslední album, které Geri nazpívala, neslo název Passion. Nebylo už tak úspěšné jako dvě předešlá alba, a proto se Geri rozhodla pro ukončení svojí pěvecké kariéry.

## Další aktivity
V letech 1999–2002 vydala Geri dvě autobiografie a DVD se cvičením jógy.
V poslední době se věnuje zejména nejrůznějším nadacím. Napsala i sérii knih pro děti s názvem Ugenia Lavender.
V roce 2011 navrhla svou vlastní kolekci dámských plavek a společenských šatů.

## Osobní život
V květnu 2006 porodila Geri holčičku, kterou pojmenovala Bluebell Madonna Halliwell. S biologickým otcem dcery scenáristou Sachou Gervasim dnes Geri nežije. Kmotrami se staly Victoria Beckham a Emma Bunton. V únoru 2014 se Geri Halliwell začala scházet se šéfem stáje formule 1 Red Bull Racing Christianem Hornerem, za něhož se v květnu 2015 provdala. V říjnu 2016 oznámila, že spolu čekají dítě.

## Diskografie
- Schizophonic (1999)
- Scream If You Wanna Go Faster (2001)
- Passion (2005)

## Ocenění a nominace
| Rok  | Ocenění                         | Kategorie                                              | Za                 | Výsledek  |
| ---- | ------------------------------- | ------------------------------------------------------ | ------------------ | --------- |
| 1999 | Blockbuster Entertainment Award | Favourite Actress – Comedy                             | Spiceworld         | nominace  |
| 1999 | MTV Europe Music Awards         | Best Female                                            |                    | nominace  |
| 1999 | Smash Hits Poll Winners Party   | Hero of 1999                                           |                    | nominace  |
| 2000 | BRIT Awards                     | Best British Female Solo Artist                        |                    | nominace  |
| 2000 | BRIT Awards                     | Best Pop Act                                           |                    | nominace  |
| 2000 | Capital FM Awards               | Best British Female Singer                             |                    | vítězství |
| 2001 | Comet Awards                    | Best International Female Singer                       |                    | vítězství |
| 2002 | BRIT Awards                     | Best British Female Solo Artist                        |                    | nominace  |
| 2002 | BRIT Awards                     | Best British Single                                    | „It's Raining Men“ | nominace  |
| 2002 | NRJ Music Awards                | International Song of the Year                         | „It's Raining Men“ | vítězství |
| 2002 | NRJ Music Awards                | International Female Artist of the Year                |                    | nominace  |
| 2008 |                                 | Bestselling female celebrity children's author of 2008 | Ugenia Lavender    | vítězství |
| 2016 | Attitude Awards                 | Honourary Gay                                          |                    | vítězství |